# Idioma chino
El idioma chino
(中文, zhōngwénⓘ o 汉语 / 漢語, hànyǔⓘ) es el término utilizado para referirse a la lengua sinotibetana que representa bajo un concepto aglutinador a lo que en realidad es una rama de lenguas emparentadas entre sí pero que no son mutuamente inteligibles en su forma hablada, las lenguas siníticas, siendo el idioma mandarín en su variante pequinesa la forma utilizada como patrón del chino.
La familia sinotibetana tiene su origen en la llanura central de China,
y es la principal familia lingüística entre las lenguas de Asia.
Más ocasionalmente se usa el término «idioma chino» para referirse también a otras lenguas siníticas de China diferentes del mandarín estándar («普通话» pǔtōnghuà (AFI: [pʰùtʰʊ́ŋxwâ]) ‘habla común’).

## Aspectos históricos, sociales y culturales

### El término «chino»
La mayor parte de las veces el término «chino» se refiere al mandarín estándar o «pǔtōnghuà». A veces se usa el término «chino» para referirse propiamente al conjunto del sinítico, que abarca una amplia familia de lenguas estrechamente emparentadas, también conocida académicamente como lenguas siníticas.
El mandarín estándar en China se denomina más frecuentemente hànyǔ 汉语 / 漢語, aunque también se usan las denominaciones como huáyǔ 华语 / 華語 o Zhōngwén 中文. Aunque existen otras denominaciones autóctonas para el idioma chino. En la República Popular China (RPC) se usa también el nombre hànyǔ 汉语 / 漢語 «lengua de los Hàn». Por otra parte, a la forma culta normalizada de la lengua se le llama normalmente pǔtōnghuà 普通话 / 普通話 “habla común” en la RPC, mientras que en Taiwán se le conoce como guóyǔ 國語 ‘lengua nacional’.
En español, por lo general, el término «chino» se refiere a la lengua estándar, aunque a veces se utiliza el término mandarín para referirse a esta cuando se la quiere distinguir de las formas dialectales. Las denominaciones «mandarín» o «pǔtōnghuà» deben usarse con cautela, ya que también pueden referirse a los dialectos mutuamente inteligibles que se hablan en el norte, centro y suroeste de China.

### Chino estándar
La forma estandarizada del chino hablado hoy es la «lengua general» (普通话 pǔtōnghùa), también llamada «idioma nacional» en Taiwán (國語 guóyǔ (AFI: [kwɔ̌ɥỳ])). Un tercer término para referirse a la lengua estándar es «idioma de Huaxia» (華語 / 华语 huáyǔ), utilizado sobre todo en Singapur, Malasia y otras zonas del Sureste asiático. En español es el mandarín estándar (标准官话, pinyin: biāozhǔn guānhuà (AFI: [pjɑ́ʊ̯ʈʂwə̀n kwánxwâ])), basado en el dialecto de norte, y la pronunciación de Pekín,
Esta lengua se basa en principio en una variedad de mandarín hablado durante la dinastía manchú en Pekín. Posteriormente, esta lengua fue adoptada como oficial de la República Popular de China y de Taiwán, así como una de las cuatro lenguas oficiales de Singapur. También es una de las seis lenguas oficiales de la ONU.
Hasta principios del siglo XX había sido común el uso del chino clásico o más exactamente una forma de chino literario basado en el chino clásico (chino antiguo). Ese chino clásico, al igual que otras lenguas clásicas como el latín, difería notablemente de las variedades coloquiales o vernaculares del chino (similarmente, en Europa durante la Alta Edad Media muchos documentos se redactaban en latín y este difería notablemente de las lenguas romances usadas por las personas comunes).

### Uso y estatus
El porcentaje de utilización del mandarín estándar, el idioma/dialecto oficial de China continental, entre las personas de 15 a 29 años, es del 70,12％ (en las ciudades y entre la población más educada el porcentaje es más alto). Sin embargo, con gente que tiene entre 60 y 69 años el porcentaje es del 30,97% (en 2007.) Esto refleja un vuelco importante en dos generaciones a favor de la lengua nacional estandarizada.
Existe un fenómeno bastante popular y es que los chinos usan dos dialectos o dos idiomas juntos, el estándar y otro materno. Mientras, los chinos en el extranjero usan más dialectos locales de su lugar de origen, normalmente de la costa sureste de China (Guangdong, Fujian, Zhejiang, Hainan), donde son bastante fuertes.

## Lenguas siníticas

El Atlas lingüístico de China reconoce 10 grupos dialectales en vez de los 7 tradicionales

Además del chino estándar, usado como lengua oficial y lengua vehicular en todo el país, existe un número importante de lenguas regionales. Muchas de estas lenguas regionales, llamadas tradicionalmente «dialectos», difieren tanto del chino estándar que tienen escasa inteligibilidad con él por lo que, si nos regimos por el criterio de inteligibilidad (que no es el único criterio existente desde un punto de vista lingüístico para determinar si una variedad hablada pertenece o no a una misma lengua) constituirían lenguas diferentes, con lo que todas ellas, en conjunto, formarían parte de una misma familia de variedades lingüísticas, conocida como familia sinítica, las cuales poseen un grado de diversidad algo superior al que existe entre las lenguas romances. Todas las variedades de chino o lenguas siníticas se caracterizan por su diversidad interna, aunque todas poseen tono y tienen una estructura gramatical altamente analítica. Empero, el conjunto llega a diferir enormemente con respecto al inventario fonológico y léxico.
Hay entre seis y doce lenguas siníticas, además del chino estándar (el número depende del esquema de clasificación que se tome). Estas lenguas son, en general, mutuamente ininteligibles, aunque algunas (como los dialectos xiang y mandarín suroccidental) pueden compartir términos y algún grado de inteligibilidad. Ethnologue clasifica de manera un tanto confusa a las lenguas siníticas, como una macrolengua con trece sublenguas en IS 639-3. Unos 1200 millones de personas tienen como lengua nativa alguna forma de sinítico.
De las lenguas siníticas, la más importante demográficamente es el chino mandarín (850 millones de hablantes) llamado simplemente "chino", que es la variedad en la que se basa el chino estándar. Le siguen en importancia el idioma wu (77 millones), el idioma min (70 millones) y el idioma cantonés (55 millones). El cantonés estándar es común e influyente en las comunidades cantonés-parlantes de ultramar, y permanece como una de las lenguas oficiales de Hong Kong (junto con el inglés) y de Macao (junto con el portugués). El min del sur, parte del grupo lingüístico min, es ampliamente hablado en el sur de Fujian, Taiwán y el Sureste Asiático.
Una clasificación completa es la siguiente:
- El habla del Norte o mandarín (北方話 / 北方话), 836 millones de hablantes. Oficial en todo el territorio de República Popular China.
- El wú (吳語 / 吴语), 77 millones.
- Los dialectos mǐn (閩語 / 闽语), 70 millones.
- El cantonés o yuè (粵語 / 粤语), 55 millones.
- El jin (晉語 / 晋语), 45 millones.
- El Idioma xiang o hunanés (湘語 / 湘语), 36 millones.
- El hakka o kèjiā (客家語 / 客家语), 34 millones.
- El gàn (贛語 / 赣语), 31 millones.
- El huī (徽語 / 徽语), 3,2 millones.
- El pínghuà (平話 / 平话), 3,5 millones.

### Dialectos del mandarín

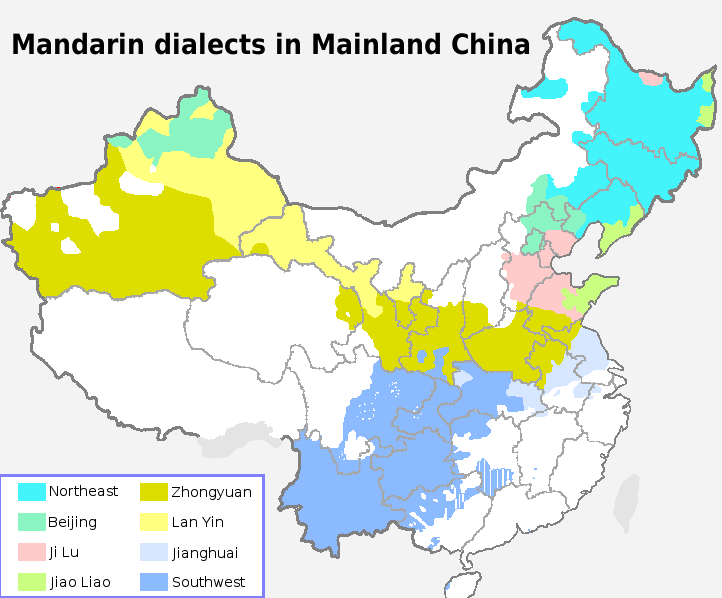
Distribución geográfica histórica de los dialectos de habla de norte

El bloque dialectal mandarín es el más extendido, en el centro, suroeste, noroeste y noreste de China, razón por la cual actualmente sirve de base para definir la lengua estándar. Debido a la importante extensión que alcanza este bloque dialectal existe variación regional.
Dentro del mandarín existe una gran variación fonológica, tanto en la fonología segmental como en la realización de los tonos. El siguiente cuadro reproduce algunos de los pronombres personales:
|                       | Estándar Pekín | Mandarín SE Yángzhōu | Mandarín NE Xī'ān | Mandarín SW Chéngdū | Mand. central Língbǎo |
| --------------------- | -------------- | -------------------- | ----------------- | ------------------- | --------------------- |
| 1.ª sing. «yo»        | uo3            | o3                   | ŋə3               | ŋo3                 | ŋɤ3                   |
| 2.ª sing. «tú»        | ni3            | liɪ3                 | ni3               | ni3                 | ni3                   |
| 3.ª sing. «él/ella»   | tha1           | tha1                 | tha1              | tha1                | tha1                  |
| 1.ª sg. gen. «mi»     | uo3 tə         | o3 tiɪ               | ŋə3 ti            | ŋo3 ni2             | ŋɤ3 ti                |
| 1.ª plural «nosotros» | uo3 mən        | o3 məŋ               | ŋə3 mẽ            | ŋo3 ni2             | ŋɤ3 mɛ̃                |

## Descripción lingüística
Esta sección hace referencia al mandarín estándar. El resto de variantes son tratadas en los artículos correspondientes.

### Fonología
La sílaba en chino distingue entre un ataque silábico inicial obligatorio, una aproximante medial posible entre el ataque y la vocal o diptongo que hace de núcleo silábico, un núcleo silábico obligatorio y una final posible que es una nasal o una aproximante.
El inventario del chino mandarín estándar moderno viene dado por (entre < > se da la transcripción ortográfica usada en el sistema pīnyīn):
|             | Bilabial | Bilabial | Labiodental | Labiodental | Alveolar | Alveolar | Retrofleja | Retrofleja | Alveo- palatal | Alveo- palatal | Velar  | Velar  |
| ----------- | -------- | -------- | ----------- | ----------- | -------- | -------- | ---------- | ---------- | -------------- | -------------- | ------ | ------ |
| Nasal       | m ⟨m⟩    | m ⟨m⟩    |             |             | n ⟨n⟩    | n ⟨n⟩    |            |            |                |                | ŋ ⟨ng⟩ | ŋ ⟨ng⟩ |
| Oclusiva    | p ⟨b⟩    | pʰ ⟨p⟩   |             |             | t ⟨d⟩    | tʰ ⟨t⟩   |            |            |                |                | k ⟨g⟩  | kʰ ⟨k⟩ |
| Africada    |          |          |             |             | ts ⟨z⟩   | tsʰ ⟨c⟩  | ʈʂ ⟨zh⟩    | ʈʂʰ ⟨ch⟩   | tɕ ⟨j⟩         | tɕʰ ⟨q⟩        |        |        |
| Fricativa   |          |          | f ⟨f⟩       | f ⟨f⟩       | s ⟨s⟩    | s ⟨s⟩    | ʂ ⟨sh⟩     | (ʐ)1 ⟨r⟩   | ɕ ⟨x⟩          | ɕ ⟨x⟩          | x ⟨h⟩  | x ⟨h⟩  |
| Aproximante |          |          |             |             | l ⟨l⟩    | l ⟨l⟩    | ɻ1 ⟨r⟩     | ɻ1 ⟨r⟩     | j ⟨y⟩          | ɥ ⟨-ü⟩         | w ⟨w⟩  | w ⟨w⟩  |

1. /ɻ/ se transcribe frecuentemente como [ʐ] (una fricativa retrofleja sonora), aunque esta diferente transcripción del fonema se debe a cierta variación entre los hablantes, en realidad ambos alófonos deben considerarse como el mismo fonema.

El inventario vocálico incluye: /i, e, a, o, u, y/ (la vocal /y/ se transcribe como <-ü> o <-u->) según el contexto. La vocal /a/ se articula usualmente como [a] aunque junto a palatal puede pronunciarse como [e], el fonema /e/ presenta una importante variación alofónica [ɤ, ə, ɛ]. Además existen cuatro tonos diferentes que son fonémicamente distintivos.
En la terminología tradicional china, las consonantes iniciales se clasificaban en tres tipos llamados «claro»  (清 qing, equivalente a consonante sorda), «totalmente turbio» (全浊 quanzhuo, sonora sonante) y «parcialmente turbio» (次浊 cizhuo, sonora obstruyente).

#### Tonos

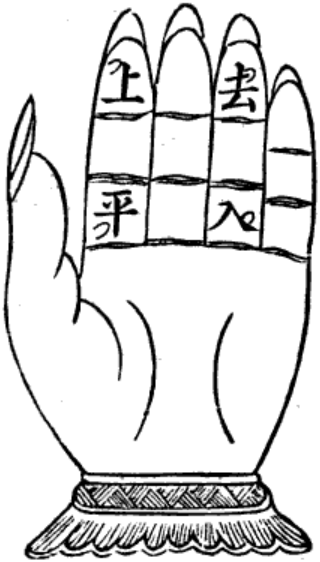
Los cuatro tonos antiguos en una representación tradicional

En chino, el tono en el que se pronuncia cada sílaba es parte de la palabra. Aunque la importancia del tono varía desde los dialectos cantoneses que tienen numerosos tonos hasta el shanghainés en el que el tono desempeña un papel menor, la pronunciación del tono correcto es una parte imprescindible de la fonética sin la que las palabras no son comprendidas. En el chino medio existían cuatro clases de tonos (en chino simplificado, 四声; pinyin, sìshēng) que son de gran importancia en la poesía china y en la lingüística histórica. Estos cuatro tonos antiguos se llamaban: «llano» (平 píng), «ascendente» (上 shǎng), «saliente» (去 qù) y «entrante» (入 rù, modernamente «tono marcado»); en métrica los tres últimos se agrupan como oblicuos (仄 zè). Se han reconstruido como medio (˧ 33), medio ascendente (˧˥ 35), alto descendente (˥˩  51) y medio con consonante oclusiva final (˧ 33), respectivamente. Tras siglos de evolución, ninguna de las variedades modernas de chino mantiene estos cuatro tonos exactos.

El mandarín estándar tiene 4 tonos, sin contar el tono neutro.

El cantonés tiene 6 tonos, aunque al añadir los llamados 3 tonos marcados (acabados en consonante) a veces se cuentan 9

### Gramática
El chino tiene poca morfología, resultando en ese aspecto más simple que el inglés o el español. El chino tampoco tiene cambios ni de género ni de número, excepto por algunas formas de plural marginales en los pronombres personales. Esto también ocurre en otras lenguas asiáticas, como el japonés.
Los verbos no varían según la persona, el número o el tiempo gramatical. El aspecto perfecto se marca con el clítico le (了) pero la adjunción de ese clítico y otros no supone una auténtica conjugación verbal. Como puede verse en (1a) y (1b) el chino usualmente no marca el tiempo gramatical sobre el verbo sino que dicha información está en los adverbios de tiempo ('ayer', 'hoy', 'mañana', etc). La marca de perfecto se aplica tanto al pasado (1a) como al futuro:
(1a) Wǒ zuótiān xià le kè yǐhòu qù kàn diànyǐng
我昨天下了課以後去看電影
yo ayer acabar PERF lección después ir ver película
'Ayer, cuando hubo acabado la clase, fui a ver una película'
(1b) Wǒ míngtiān xià le kè yǐhòu qù kàn diànyǐng
我明天下了課以後去看電影
yo mañana acabar PERF lección ir ver película
'Mañana, cuando haya acabado la clase, iré a ver una película'
El chino posee además un verbo copulativo shi (是) “ser” , que no cambia de forma con el tiempo verbal, la persona o el número. Esto último constituye una importante ventaja frente a otras lenguas en su aprendizaje, ya que uno puede formular muchas expresiones siempre que conozca cierto número de palabras y maneje algunas reglas gramaticales que son realmente muy simples.
En cuanto al orden de constituyentes si bien predomina el orden SVO, la mayoría de sintagmas colocan el núcleo en posición final. Desde el punto de vista de las categorías gramaticales destaca la existencia de coverbos y de clasificadores. Los clasificadores son obligatorios entre un determinante y el nombre al que rige, y están relacionados generalmente con la forma de objeto al que se refiere el nombre o el campo semántico del nombre.

## Chino escrito
La escritura del chino hace uso de varios principios, entre ellos el uso de caracteres con interpretación fonética y caracteres con interpretación semántica o lexical (logogramas). El chino escrito recibe a veces el nombre de lengua literaria Han (en chino tradicional, 漢文; en chino simplificado, 汉文; pinyin, hàn wén). La escritura del chino (en chino tradicional, 書法; en chino simplificado, 书法; pinyin, shūfǎ 'caligrafía china') se caracteriza por usar caracteres hàn (en chino tradicional, 漢字; en chino simplificado, 汉字; pinyin, hànzì), que en español se denominan frecuentemente sinogramas. El conjunto de sinogramas no constituye un alfabeto propiamente dicho sino un sistema aproximadamente logosilábico, en el que cada carácter es un concepto abstracto de la vida real que se va concatenando para formar palabras y oraciones. Algunos de los sinogramas tienen, como se ha dicho, un origen fonético y están relacionados con el sonido de la palabra mientras que otros son determinativos semánticos.

### Idioma clásico
La moderna lengua escrita es completamente diferente del chino clásico escrito. La lengua escrita actual está muy cerca de la lengua hablada, a diferencia de lo que sucedía hace siglos, cuando la lengua escrita se seguía basando en el antiguo chino, mientras que la lengua vernácula, por un proceso de cambio lingüístico, era totalmente diferente del chino antiguo. En la Edad Media el chino clásico tenía un papel similar al latín medieval en la Alta Edad Media europea, era una lengua culta diferente de las lenguas vernaculares habladas. Los especialistas en escritura usaban para casi todos los cometidos la lengua clásica y no su propia lengua vernacular hablada.
La antigua lengua escrita (en chino tradicional, 文言文; pinyin, wén yán wén), en español se llama chino clásico (en chino tradicional, 传统中文; en chino simplificado, 简体中文p=jīanti yǔyán). Tiene su propia gramática y forma de ser leída, las cuales son distintas del idioma hablado. Se usaba oficialmente en la zona de Vietnam, Corea, China, Japón, y parcialmente en Mongolia y algunas zonas del Centro y Sureste de Asia hoy en día. Por ejemplo, Kojiki en Japón y Samguk Sagi en Corea. Considerando que los dialectos de los Han, fonéticamente son bastante distintos, antes del siglo XX la forma escrita era más importante para la comunicación entre las zonas distintas de China e internacional.

### Caracteres
Hay dos tipos de caracteres para escribir chino:
- Los llamados caracteres simplificados (en chino tradicional, 簡體字; en chino simplificado, 简体字; pinyin, jiǎn tǐ zì) usados en casi toda China, Singapur y Malasia.
- Los caracteres tradicionales (en chino tradicional, 繁體字; en chino simplificado, 繁体字; pinyin, fán tǐ zì) usados en Taiwán, Hong Kong y Macao.[22]

### Historia

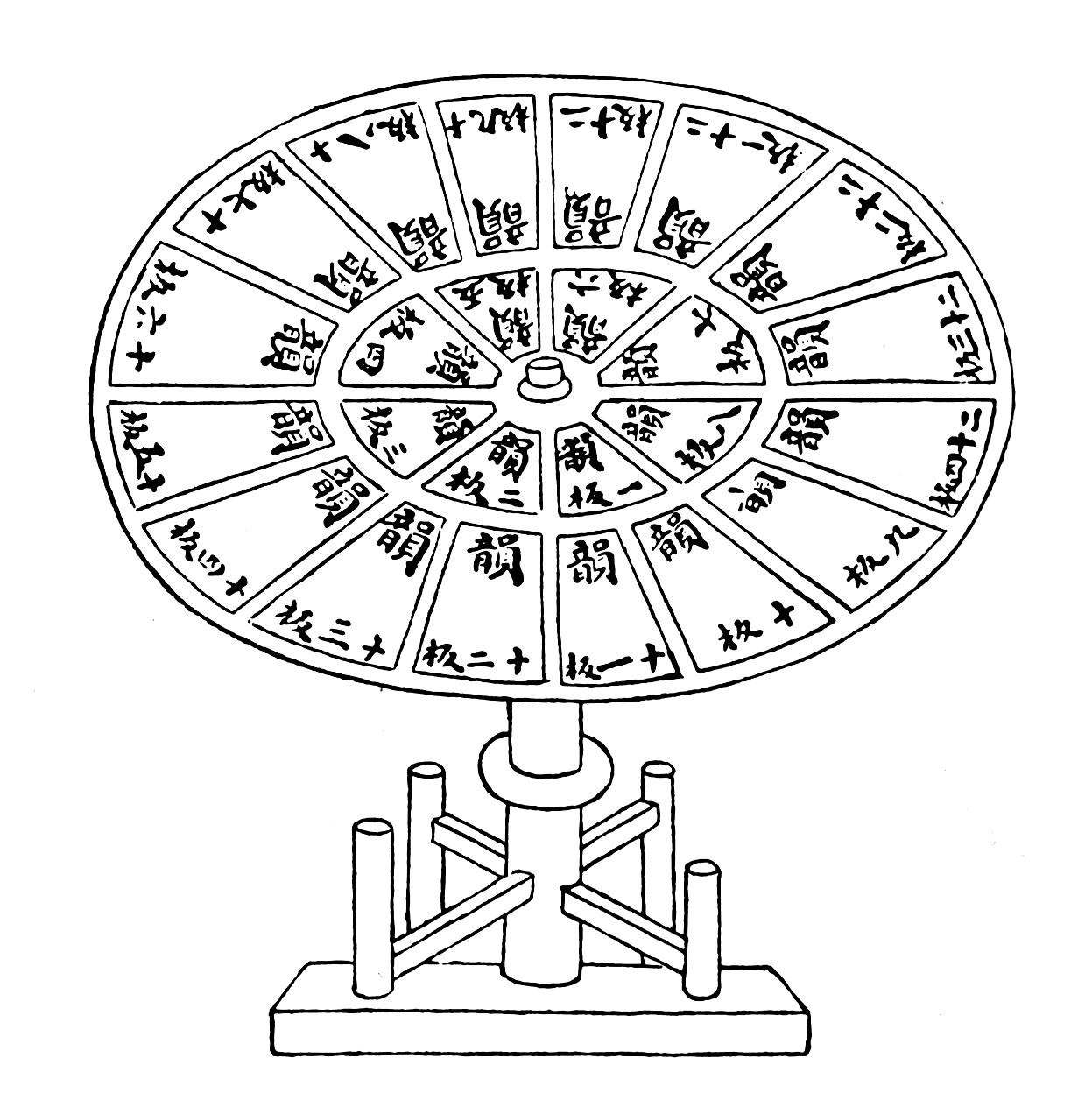
Una ilustración de Tipografía. Wang zheng, Libro de Agricultura, Dinastía Yuan

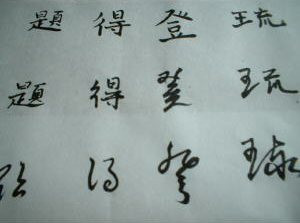
Varios estilos de caligrafía china

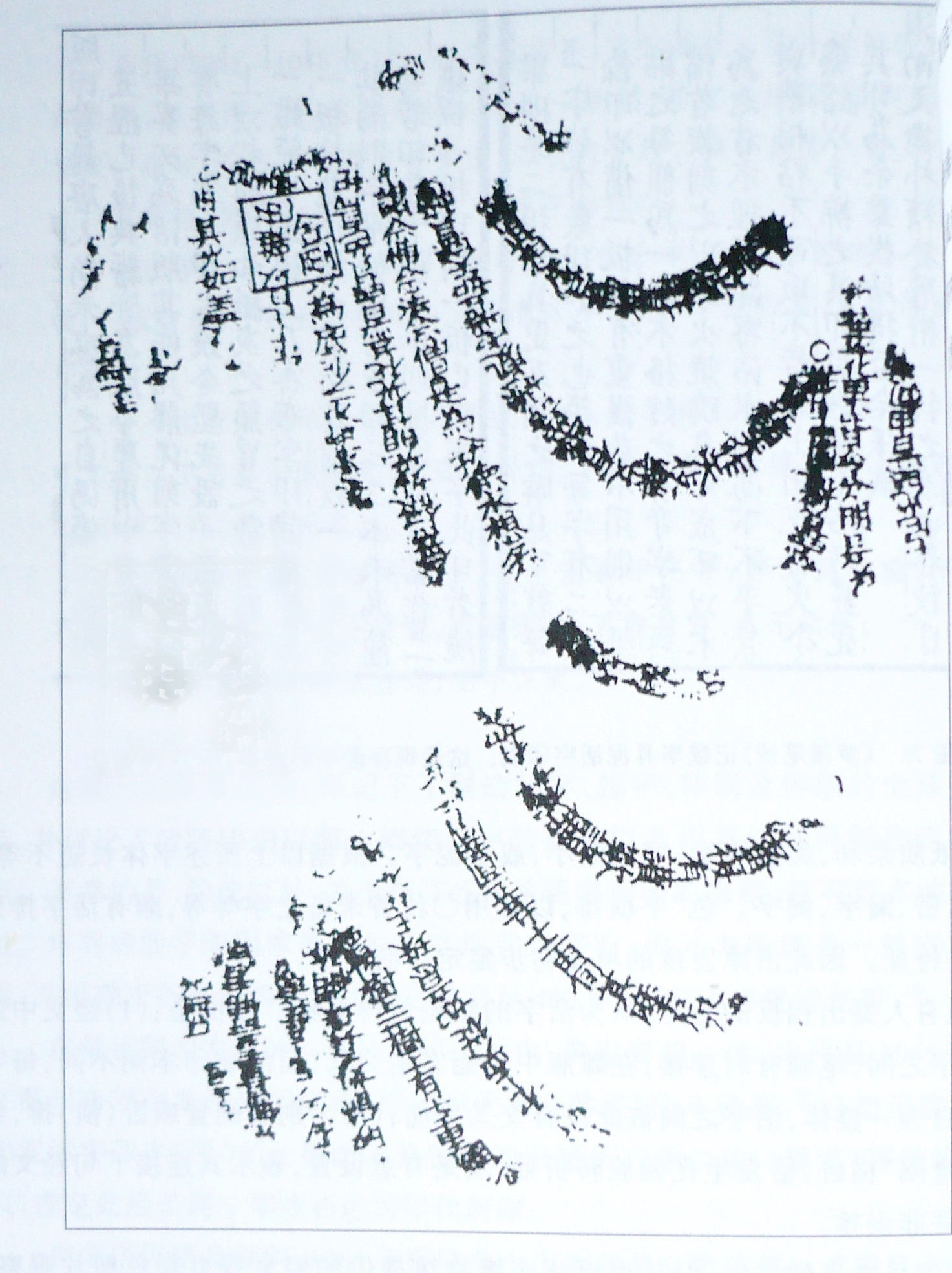
La primera hoja de tipografía en 1103 sobre Amitayurdhyana Sutra, Dinastía Song de Norte

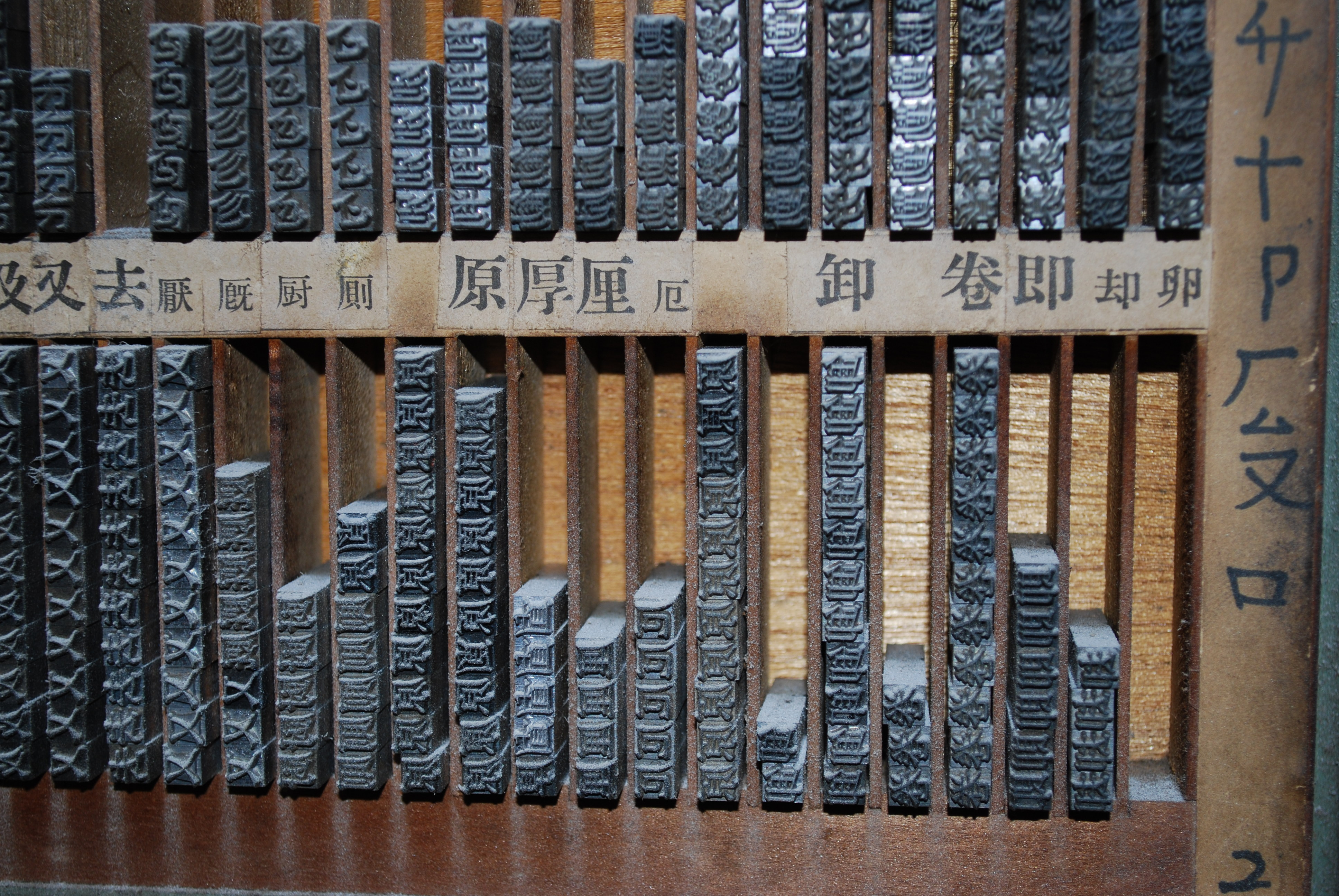
Tipografía en Japón

La primera escritura registrada, jiǎgǔwén (甲骨文 ‘idioma escrito en caparazones y huesos’), usaba caparazones de tortuga y huesos de animales como soporte epigráfico (en su mayoría escápulas). Se han encontrado caparazones con inscripciones que forman el corpus significativo más antiguo de escritura china arcaica, posiblemente en origen de los símbolos en cerámica más antigua. Estas inscripciones contenienen informaciones históricas y adivinatorias así como la genealogía real completa de la dinastía Shang (1600-1046 a. C.) en la misma época.
La escritura continuó su desarrollo durante la época de la dinastía Zhou. Como consecuencia de la división política característica de la segunda parte de esta época, los caracteres se desarrollaron en formas y estilos muy diversos, coexistiendo numerosas variantes para cada carácter. Al estilo de escritura de esta época se le conoce como dàzhuànshū (大篆書 ‘escritura de sello grande’).
Con la reunificación de centro y este China bajo el Primer Emperador Qin Shi Huang, una de las numerosas medidas de normalización afectó precisamente a la escritura. Bajo la supervisión del primer ministro Li Si se recopilaron listas con las formas normalizadas de los caracteres. Esta unificación del sistema de escritura dio lugar al estilo de caligrafía xiǎozhuànshū (小篆書 ‘escritura de sello pequeño’), que utilizaba trazos más angulosos y menos circulares que los de la escritura de sello grande antigua.
Durante la dinastía Han surgirían otros estilos de caligrafía que se han conservado hasta nuestros días. El lìshū (隸書 ‘escritura administrativa’), el xíngshū (行書, Escritura semicursiva, literalmente "andante"), y el cǎoshū (草書, Escritura cursiva, literalmente ‘de hierba’).
El último estilo caligráfico en desarrollarse fue el kǎishū (楷書 ‘escritura regular’), que alcanzaría su forma actual durante la dinastía Wei del Norte. Este es el estilo principal hoy en día, el que se utiliza en periódicos y libros, así como en formatos electrónicos.

### Escritura en la prensa y ordenador
La impresión xilográfica en papel empezó en el siglo VII. Esta técnica supuso el nacimiento de nuevos estilos de caracteres (la tipografía usada entre 1041 y 1048 por Bì Shēng usaba pocos caracteres porque el coste de producción era elevado para un idioma con cientos caracteres, aunque se usaba para imprimir billetes en la misma época). En la Dinastía Song de Norte, se usaba principalmente la escritura regular de Ouyang Xun (prensas de Zhejiang), Yan Zhenqing (Sichuan), Liu Gongquan (Fujian) como los estilos de caracteres en la prensa, y tiene su nombre como el estilo Song.
Considerando las limitaciones tecnológicas de este tipo de tipografía, los caracteres tenían una forma más plana en los trazos horizontales. Más tarde surgieron el estilo Song y el estilo Ming en la Dinastía Ming. Este estilo fue el que se introdujo en Japón.
Con el desarrollo de la tecnología informática, el número de estilos de los caracteres se ha multiplicado. Por ejemplo, las versiones de WPS Office de principios de siglo XXI tienen hasta 26 estilos de caracteres diferentes. Fuera de los usos instrumentales, la caligrafía china sigue siendo considerada como un arte en Extremo Oriente.
Existen algunas observaciones que sugieren que la pericia en el conocimiento de la escritura china está descendiendo entre los jóvenes, debido al uso de ordenadores, ya que en general la escritura mediante ordenador no requiere tanto estudio, ni siquiera se necesita saber escribir correctamente. El HSK (examen del nivel del idioma de los Han，汉语水平考试) general para extranjeros no incluye examen oral.